# PNC 파크
PNC 파크(PNC Park)는 펜실베이니아주의 피츠버그에 위치한 야구장이다. 이 곳은 피츠버그를 연고지로 하는 메이저 리그 베이스볼(MLB)에 소속된 피츠버그 파이리츠의 역대 다섯 번째 홈구장이다. 파이어리츠의 기존의 홈인 스리 리버스 스타디움을 철거한 뒤에 2001년 메이저 리그 시즌이 시작되며 개장했다. PNC 파크는 피츠버그에 본사가 있는 PNC 파이낸셜 서비시스와 명명권 계약을 하였다. PNC 파크는 경기장 표면의 천연 잔디와 2008년에 메이저 리그에서 두 번째로 적은 수용 인원인 38,496명을 특징으로 한다.
헤인즈 필드, 데이비드 L. 로렌스 컨벤션 센터와 함께 투자되었으며, 2억 1600만 달러의 경기장은 피츠버그 시의 번화가의 풍경이 있는 피츠버그의 북쪽 앨러게니 강을 따라 세워져 있다. 파이어리츠의 새 구장을 지으려는 계획은 1991년에 시작되었지만 5년 후에 건설이 시작되었다. 이 구장은 보스턴의 펜웨이 파크처럼 '클래식' 스타일의 경기장으로 지었으며, PNC 파크는 빌딩의 겉면의 석회암 사용과 같은 독특한 특징을 소개했다. 경기장은 또한 강가 광장, 철 트러스, 다른 지역의 경기 점수판, 그리고 많은 지역 식당이 특징이다. 대부분의 현대식 야구장보단 빨리 지어진 PNC 파크는 24개월의 짧은 기간에 지어졌다.
경기장 완공 뒤 부터, 미국에서 최고의 구장 중 하나로 맞이하고 있다. 파이어리츠는 이 경기장으로 옮긴 뒤부터 우승 시즌이 없긴 하지만, 이곳은 MLB 구장 중 세 번째로 평균 입장표 가격이 적으며, 인근 시설을 위해 매력적인 사업을 한다. PNC 파크는 2006년 메이저 리그 야구 올스타 게임을 개최했으며, 피츠버그에서는 5번째 MLB 올스타 게임이었다.

## 역사

### 계획
1991년 9월 5일, 피츠버그의 시장 소피 마슬로프는 도시의 북쪽에 피츠버그 파이리츠를 위한 새로운 44,000명 수용의 경기장을 제안했다. 그 당시의 파이어리츠의 홈이었던 스리 리버스 스타디움은 "건축과 미학" 보다는 기능적인 면에 중점을 두고 디자인되었다. 스리 리버스 스타디움의 위치는 접근성이 떨어지는 곳이어서 경기장에 직접 가기 불편했고, 교통 혼잡이 경기 전후에 발생했다. 새 구장에 대한 대한 논의는 일어났지만 1996년 2월에 기업가 케빈 맥클라치가 팀을 사들일 때까지 본격적인 논의는 전혀 없었다. 맥클라치가 팀을 사들이기 전까지, 피츠버그의 남아있는 팀의 계획은 불확실했다. 1996년, 마슬로프의 후임 시장, 톰 머피는 "Forbes Field II Task Force"를 만들었다. 29명의 일류 정치, 사업가가 구성되었고, 팀은 새 구장 건설에 대해 논의했다. 1996년 6월 26일에 출판된 그들의 최종 보고서는 건설 가능한 13곳의 위치를 평가했다. '북쪽 장소'(North Side site)는 감당할 수 있는 가격, 발전 가능성이 있는 주변 지역, 그리고 경기장 디자인에 편입된 도시의 스카이라인의 기회 때문에 추천되었다. 야구장은 과거의 파이어리츠 홈구장 익스플로션 파크로부터 상류인 곳에 선택되었다.
정치적인 논의 후에, 공금은 PNC 파크에 투자하기 위해 사용되었다. 원래, 판매세 증가는 3개의 계획에 투자하기 위해 예정되어 있었다: PNC 파크, 헤인즈 필드, 데이비드 L. 로렌스 컨벤션 센터. 하지만, 투표에서 확실히 거부된 후에, 시는 '플랜 B'(Plan B)로 발전했다. 비슷하게 논란이 많은, 대체 안은 반대자들에 의해 '스캠 B'(Scam B)라고 붙여졌다. 앨러게니 지역 자산 관리국의 일부 위원들은 4000만 달러의 파이어리츠의 약속은 새 경기장을 만드는데 너무 적은 금액이라 보았고, 한편 다른 이들은 플랜 B에 배정된 공금의 양에 대해 비판했다. 앨러게니 지역 자산 관리국 위원회의 한 위원은 세금의 사용을 '기업복지'라고 말했다. 총 8억 900만달러의 계획은 1998년 6월 9일 앨러게니 지역 자산 관리국 위원회에서 통과되었다—PNC 파크에 2억 2800만 달러가 승인되었다. 플랜 B가 통과된 지 얼마 안 되어, 파이어리츠는 피츠버그 당국자와 최소한 2031년까지 남아있기로 협상했다. PNC 파이낸셜 서비시스는 1998년 8월에 구장 명칭권을 사들였다. 계약에 따라, PNC 은행은 2020년까지 매년 2백만 달러 가까이 파이어리츠에 지불할 것이고, 또한 경기장에 풀서비스의 PNC 지점을 가진다. PNC 파크의 총 비용은 2억 1600만 달러이다.

### 디자인과 건설
캔자스 시티 기반의 파퓰러스는 "미국의 경기장 디자인의 선두주자"로 여겨지는 기업으로 PNC 파크를 디자인했다. 디자인과 건설 관리 팀은 딕 커퍼레이션과 바톤 말로우로 이루어졌다. 펜웨이 파크, 리글리 필드, 그리고 피츠버그의 포브스 필드와 같은 '클래식 스타일' 경기장들에 경의를 표하기 위한 PNC 파크의 디자인의 노력이 들어갔다. 경기장의 아치길, 철 트러스 그리고 빛 표준의 디자인은 이러한 목표의 결과들이다. 1953년에 밀워키 카운티 스타디움이 개장된 이래 PNC 파크는 첫 번째로 두 데크(two-deck) 야구장이었다. 경기장은 메이저 리그 경기장 외부의 사상 최초의 LED 전광판과 함께하는 24*42피트(7.3*12.8미터)의 소니 점보트론을 가진 것이 특징이다 PNC 파크는 리그의 경기 중인 모든 다른 게임의 점수, 이닝, 볼 카운트, 아웃의 개수, 그리고 주자들을 포함한 다른 지역 경기 점수판이 특징인 첫 경기장이다.

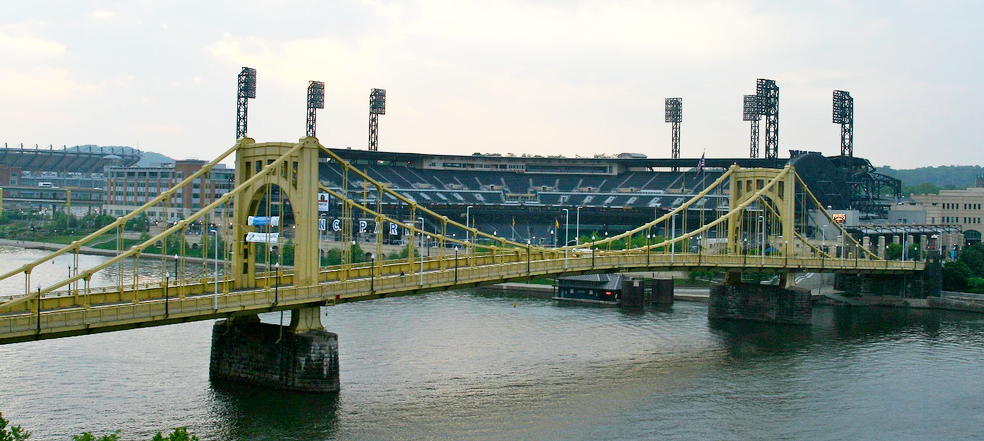
제6번 다리는 과거의 파이어리츠를 기념하기 위해서 로베르토 클레멘테 다리로 개명되었다.

과거 파이어리츠의 로베르토 클레멘테를 기념하기 위해서 제6번 다리를 '로베르토 클레멘테 다리'라고 개명하는 행사 뒤에, 1999년 4월 7일 PNC 파크는 착공되었다. 경기장의 기쟁 이후의 교통 문제 때문에, 다리는 경기 있는 날에 차량의 통행이 폐쇄되고 관람객들이 골든 트라이앵글과 다리로 걸어오는 것이 허용되었다. PNC 파크는 다른 현대식 구장의 벽돌 바닥과 달리 미네소타주 강 계곡으로부터의 카소타 석회암으로 지어졌다. 경기장은 24개월의 짧은 기간에 지어졌다—건설 당시에 다른 현대식 메이저 리그 구장 보다 3달 빨리 지어졌다-그리고 파이어리츠는 착공 이후에 2년 보다 적은 기간에 그들의 첫 경기를 치렀다. 빠른 건설은 건설 계획을 건설자에게 하루 24시간 연결해주는 특수 컴퓨터의 사용으로 해냈다. 게다가, 모든 23개 노동 조합은 그들이 건설 과정 중에 파업하지 않겠다는 계약에 서명해 건설에 관여했다. 조합의 관여와 안전 규정의 결과로, 건설 관리자, 딕 커퍼레이션은 안전한 건설 덕분에 산업안전보건청으로부터 메리트 어워드를 받았다. PNC 파크는 헤인즈 필드와 함께 크로니클 컨설팅, LLC에게 구조물의 결함과 유지를 매년 검사받는다.
파이어리츠의 야구 명예의 전당 헌액자 호너스 와그너, 로베르토 클레멘테, 윌리 스타젤, 그리고 빌 매저로스키의 동상은 PNC 파크의 바깥의 여러 지점에 위치해 있다. 와그너와 클레멘테의 동상은 이전에 스리 리버스 스타디움 바깥에 위치해 있었고, 경기장이 철거된 뒤에, 두 동상은 그 위치에서 치워지고 새로 단장되었고, 그리고 PNC 파크 바깥에 재위치되었다. 와그너의 동상은 원래 1955년 포브스 필드에서 공개되었다. 클레멘테의 동상의 바닥은 클레멘테가 뛰었던 세 구장의 흙으로 된 야구 다이아몬드 모양이다—푸에르토리코 캐롤라이나의 산터스 필드, 포브스 필드, 그리고 스리 리버스 스타디움—각각의 베이스에. 2000년 10월 1일, 스리 리버스 스타디움에서의 마지막 경기 이후에, 스타겔은 의식의 마지막 공을 아웃시켰다. 그는 PNC 파크의 바깥의 그의 명예를 세운 동상의 모델이었다. 그 동상은 2001년 4월 7일 공개되었다. 그러나, 스타겔은 그의 건강 문제 때문에 참석하지 않았고 이틀 후 뇌졸중으로 사망했다. 빌 매저로스키의 동상은 2010 시즌 중에 매저로스키 가의 남단에 있는 우측 필드 입구에 추가될 것이다. 이것은 매저로스키가 포브스 필드에서 7차전에서의 끝내기 홈런으로 결말을 냈었던 파이어리츠의 1960년 월드 시리즈 우승의 50주년 기념일인데, 그 동상은 그 사건을 바탕으로 디자인될 것이다.

### 개장과 반응

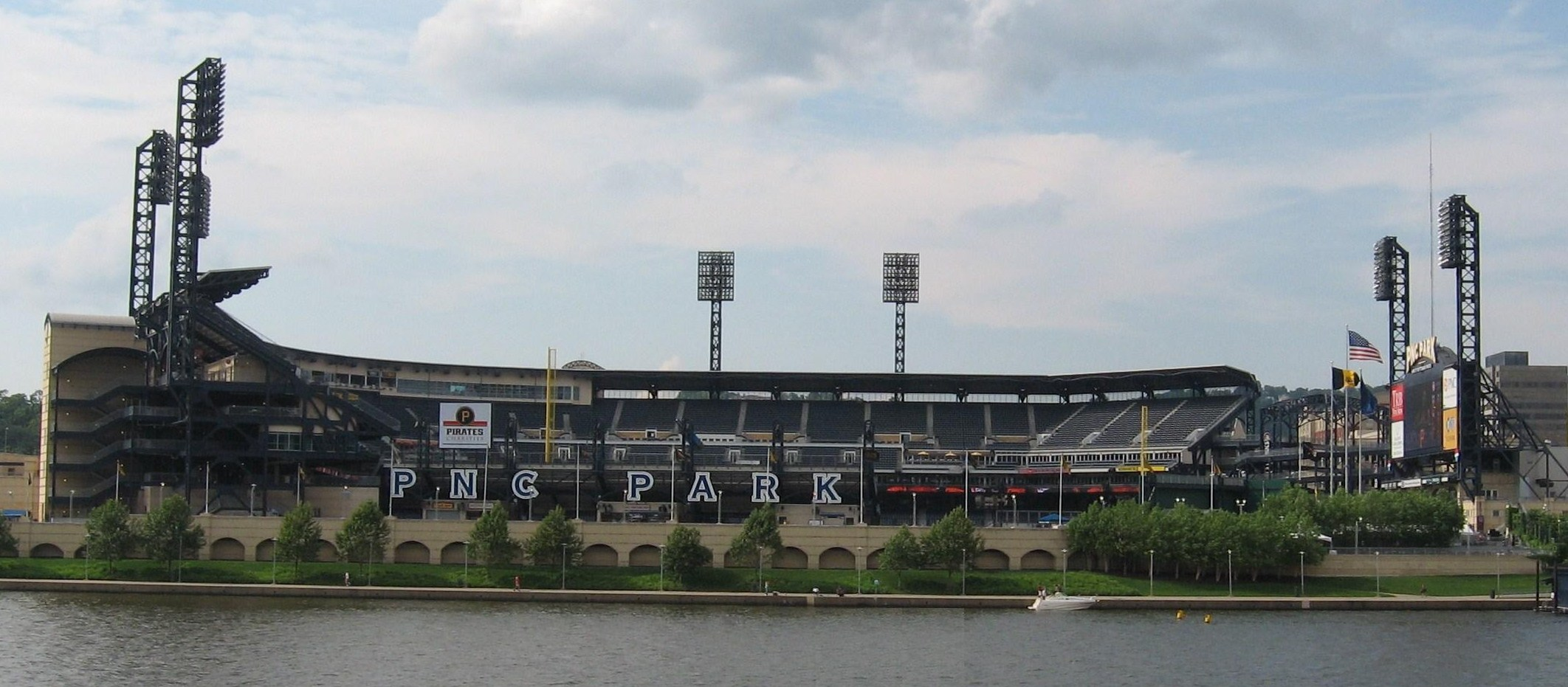
앨러게니 강이 가로지르는 피츠버그 번화가에서 바라본 PNC 파크의 모습

파이어리츠는 뉴욕 메츠와의 두 차례의 시범 경기로 PNC 파크를 개장했다. 그 첫 경기는 2001년 3월 31일 열렸다. PNC 파크에서의 첫 공식 야구 경기는 2001년 4월 9일 신시내티 레즈와 파이어리츠와의 경기로 열렸다. 레즈는 8-2의 점수로 경기에서 승리했다. 첫 투구공은 피츠버그의 토드 리치로부터 배리 라킨에게로 던져진 것이다. 1회 초에, 이 구장의 첫 안타는 션 케이시의 2점 홈런이었다. 파이어리츠의 첫 타자인 애드리안 브라운은 삼진 당했다. 그러나, 이후에 그 이닝에서 제이슨 켄달이 안타를 쳤다. 그들의 새 경기장에서 파이어리츠가 친 첫 안타이다.
PNC 파크는 개장 첫 시즌에 한 경기 30,742명의 평균 관중을 불러왔더라도, 다음 시즌에 대체로 27% 줄어든 매 경기 22,594명의 관중이 들어왔다. 2001년 시즌 동안에, 번화가와 피츠버그 북쪽의 기업들은 파이어리츠 경기일에 거래의 20-25% 증가를 보여주었다.
파이어리츠의 부사장 스티브 그린버그는 "우리는 건설이 시작했을 때 우리는 최고의 야구장을 만들 것이라고 말했고, 우리는 우리가 그걸 해냈다고 믿는다."라고 말했다, 메이저 리그 야구 간부 파울 비스톤은 경기장은 "그가 야구에서 보아왔던 것 중 최고이다."라고 말했다. 구장을 지은 많은 건설자들은 그들이 보아왔던 경기장에서 가장 훌륭하다고 말했다. 구장의 개장 때의 피츠버그의 포수인 제이슨 켄달은 PNC 파크를 "경기에 가장 아름다운 야구장"이라고 말했다. PNC 파크의 다른 약간의 요소는 뉴욕의 씨티 필드의 디자인에 사용되었다.

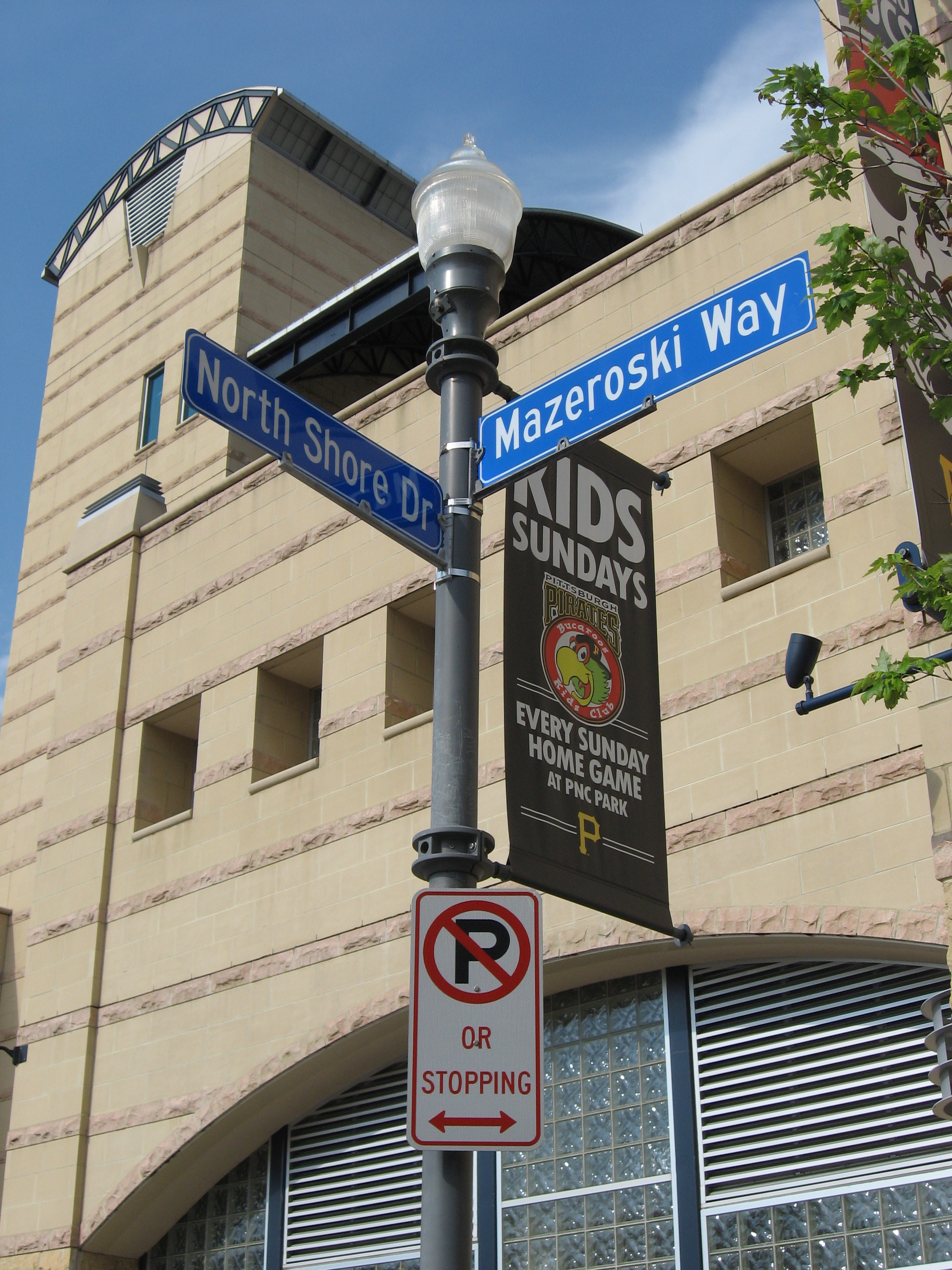
외곽길인 매저로스키 가는 예전의 파이어리츠의 빌 매저로스키의 이름을 따서 지어졌다.

2001년 개장에, PNC 파크는 팬들과 매스컴들에게 한결같이 칭찬받았다. ESPN.com 작가 짐 케이플은 PNC 파크를 100점에 95점으로 메이저 리그 야구에서 최고의 경기장으로 평가했다. 케이플은 구장을 프랭크 로이드 라이트의 폴링워터와 비교하면서 경기장 그 자체가 '완벽함'이라고 하였고, 높은 표 가격이 구장 방문의 유일한 부정적 면이라고 하였다. '꿈의 구장: 모든 30 메이저 리그 야구장 방문과 즐기기 가이드'(Fields of Dreams: A Guide to Visiting and Enjoying All 30 Major League Ballparks)의 저자 제이 아주아는 PNC 파크를 '경기를 보기에 높은 열 장소' 중 하나라고 말했다. 2008년에, 멘스 피트니스는 '이번 여름에 가볼만한 10 빅리그 구장' 중 하나라고 말했다. ABC 뉴스가 출판한 '미국의 최고 7 구장'의 2010 미서열 목록은 PNC 파크를 '예전의 야구장의 최고의 특징을 리드미컬한 아치길, 철 트러스, 그리고 천연 잔디는 팬과 선수들의 편리함 및 편안함과 결합했다.

### 변화
2007년에, 엘레게이니 군은 대부분의 대중 시설에서의 흡연 금지가 통과했고, 따라서 PNC 파크는 완전히 금연 구역이 되었다. 2008년 시즌 전에, 파이어리츠는 PNC 파크에 다양한 변화를 꾀했다. 가장 큰 변화는 전광판 아래에 위치한 아웃백 스테이크하우스를 없애고 '명예의 전당 클럽'(The Hall of Fame Club)으로 알려진 새 음식점을 추가한 것이다. 이곳의 전 음식점과 다르게, 명예의 전당 클럽은 경기일에 표 소지자들에게 열린다. 이곳은 경기장의 풍경이 보이는 바와 좌석을 갖춘 야외 파티오를 포함한다. 파이어리츠는 선택된 경기의 달성 이후의 명예의 전당 클럽의 밴드들이 특징이다—첫 공연은 아이론 시티 하우스라커스였다. 파이어리츠는 또한 '녹색 운동, 지속가능한 사업 실천, 그리고 교육'을 통합하여 보다 환경친화적인 구장을 만들 계획을 발표했다. 그외에도, 클럽이나 귀빈실 등에는 HDTV가 설치되었다.

### 다른 이벤트
PNC 파크는 제77회 메이저 리그 야구 올스타 게임을 2006년 7월 11일 개최했다. 아메리칸 리그가 내셔널 리그를 3-2의 점수로 패배시켰으며, 38,904명의 관중을 기록했다 PNC 파크에서의 첫 올스타 게임이었으며, 피츠버그에서 처음 1994년 개최한 이래 5번째 올스타 게임이다. 게임 동안에, 과거의 파이어리츠 선수 로베르토 클레멘테가 공로상의 영광을 안았는데, 그의 부인 베라가 그를 대신해 상을 받았다. 경기장에서 간밤에 21세기 홈런 더비가 열렸다. 필라델피아 필리스의 라이언 하워드가 타이틀을 얻었다. 더비 동안에, 하워드와 데이비드 오티즈가 엘러게니 강으로 홈런을 날렸다.
PNC 파크는 테러 공격에 사용되는 다양한 대피와 대응 훈련을 해왔다. 미국 국토안보부의 구성원은 2004년 2월에 첫 훈련의 기초를 닦았다. 2005년 5월, 5000명의 봉사자들은 모의 해체를 포함한 100만 달러 대응 훈련에 참가했다. 훈련의 목표는 49명 서 펜실베이니아 비상 단체의 대응을 테스트 하는 것이었다. 2006년 4월, 국토안보부는 미국 해양 경비대와 함께 2006년 올스타 게임을 위한 대응의 계획을 발전시키기 위해 일했다. 유사한 훈련은 2007년 엘러게니 강에서 실행되었다.
PNC 파크에서의 첫 대학 야구는 2003년 5월 6일 열린 피츠버그 팬서스 야구와 듀케인 듀크스와의 경기인데, '시티 게임' 이라고 불리는 라이벌이었다. 듀케인이 2-1의 점수로 경기에서 승리했다. 그러나, 2010년 시즌에 그들의 야구 프로그램을 해체하는 듀케인의 결정 때문에, 두 학교 사이의 시리즈는 끝났다. PNC 파크의 시티 게임 시리즈는 열악한 구장 조건 때문에 2007년 경기가 취소되면서 Pitt가 4:2로 우세한 채 끝났다.
PNC 파크는 또한 롤링 스톤즈를 포함한 다양한 콘서트를 개최해왔고 2005년에 펄잼 그리고 2010년 6월 10일에 데이브 매튜스 밴드의 시작 공연으로 잭 브라운 밴드의 콘서트가 있었다.

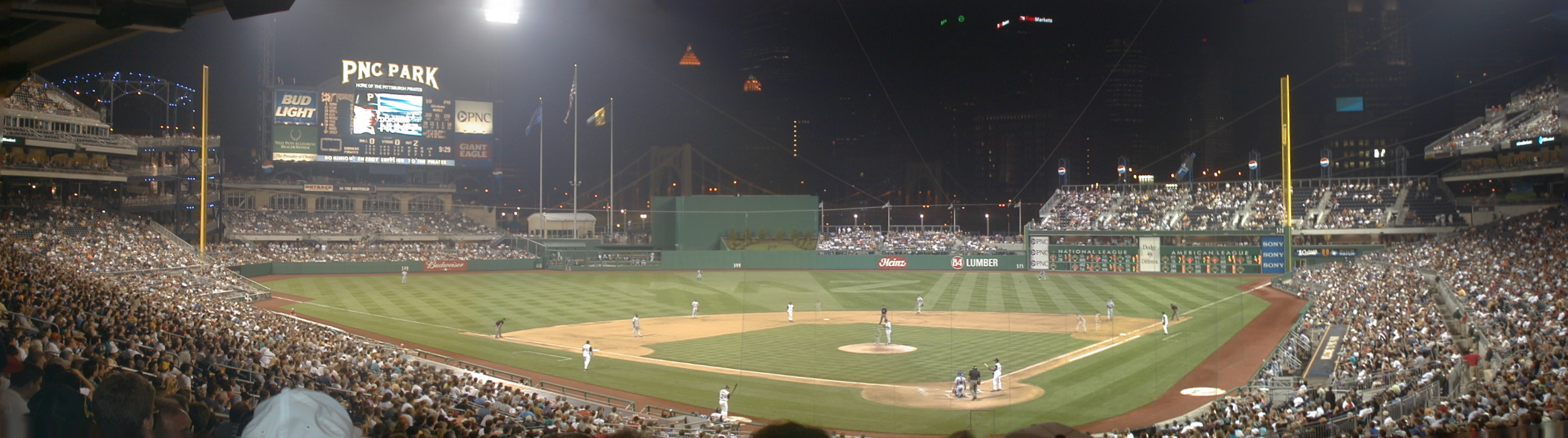
로스앤젤레스 다저스와 피츠버그 파이어리츠의 야간 경기 - 2001년 8월 7일

## 참조
참조주
1. 1 2 3 4 5 6  “PNC Park”. PittsburghPirates.com. 2014년 12월 18일에 원본 문서에서 보존된 문서. 2008년 4월 3일에 확인함.
2. 1 2 3  “PNC Park at North Shore”. ESPN.com. 2008년 6월 5일에 원본 문서에서 보존된 문서. 2008년 4월 10일에 확인함.
3. 1 2  Jaeger, Lauren (1998년 9월 17일). “PNC Bank Purchases Naming Rights To Pittsburgh Pirates' New Stadium”. AllBusiness.com. 2008년 7월 23일에 확인함.[깨진 링크(과거 내용 찾기)]
4. 1 2 3 4  Bouma, Ben (1998). “Heading for Home”. 《On Deck: the Official Magazine of the Pittsburgh Pirates》 3 (3): 42–8.
5. ↑  Smith, Curt (2001). 《Storied Stadiums》. New York City: Carroll & Graf. ISBN 0786711876.
6. ↑  Chris Potter (2008년 6월 12일). “Was there a baseball field that the Pittsburgh Pirates played in before Forbes Field in Oakland?”. 《You Had To Ask》. Pittsburgh City Paper. 2008년 9월 23일에 원본 문서에서 보존된 문서. 2008년 7월 30일에 확인함.
7. ↑  “Exposition Park”. Pittsburgh Post-Gazette. 2006년 7월 11일. 2011년 6월 29일에 원본 문서에서 보존된 문서. 2008년 7월 30일에 확인함.
8. ↑  “Plan B”. Pittsburgh Post-Gazette. 2017년 7월 10일에 원본 문서에서 보존된 문서. 2008년 4월 5일에 확인함.
9. 1 2  Robert, Dvorchak (1998년 6월 21일). “A TD for Plan B”. Pittsburgh Post-Gazette. 2017년 7월 23일에 원본 문서에서 보존된 문서. 2008년 4월 5일에 확인함.
10. 1 2  Tom, Barnes; Dvorchak, Robert (1998년 7월 10일). “Plan B approved: Play ball!”. Pittsburgh Post-Gazette. 2017년 7월 24일에 원본 문서에서 보존된 문서. 2008년 4월 5일에 확인함.
11. ↑  Cook, Ron (1998년 6월 22일). “Plan B flawed; option is worse”. Pittsburgh Post-Gazette. 2004년 12월 8일에 원본 문서에서 보존된 문서. 2008년 4월 5일에 확인함.
12. ↑  Tom, Barnes (1998년 2월 11일). “Arena won't be part of Plan B”. Pittsburgh Post-Gazette. 2017년 7월 24일에 원본 문서에서 보존된 문서. 2008년 4월 5일에 확인함.
13. ↑  Gil, Fried (2005). 《Managing Sport Facilities》. Human Kinetics. 223쪽. ISBN 0736044833.
14. ↑  Bob, Wolfley (2008년 2월 28일). “Values of venue naming rights can vary widely”. 《Sports》 (Milwaukee Journal Sentinel). 2008년 3월 2일에 원본 문서에서 보존된 문서. 2008년 7월 23일에 확인함.
15. ↑  “Stadium naming rights”. 《Sports Business》. ESPN.com. 2004년 9월 29일. 2007년 10월 21일에 원본 문서에서 보존된 문서. 2008년 7월 23일에 확인함.
16. ↑  Gerry, Dulac (1998년 9월 28일). “Football stadium architect selected”. Pittsburgh Post-Gazette. 2017년 7월 24일에 원본 문서에서 보존된 문서. 2008년 4월 5일에 확인함.
17. ↑  “PNC Park”. Populous.com. 2009년 10월 3일에 원본 문서에서 보존된 문서. 2010년 1월 22일에 확인함.
18. 1 2  Jack W., Plunkett (2006). 《Plunkett's Sports Industry Almanac 2007: Sports Industry Market Research》. Plunkett Research Ltd. ittsburgh Pirates쪽. ISBN 1593920733.
19. 1 2  Bouchette, Ed (2001년 4월 15일). “Technology park”. Pittsburgh Post-Gazette. 2016년 10월 12일에 원본 문서에서 보존된 문서. 2008년 4월 20일에 확인함.
20. ↑  Johnna A., Pro (1999년 4월 8일). “Clemente's family helps to christen renamed bridge”. 《Local News》 (Pittsburgh Post-Gazette). 2020년 2월 18일에 원본 문서에서 보존된 문서. 2008년 7월 19일에 확인함.
21. ↑  Barnes, Tom (1999년 4월 8일). “City, Pirates break ground for PNC Park with big civic party”. Pittsburgh Post-Gazette. 2017년 8월 7일에 원본 문서에서 보존된 문서. 2008년 4월 11일에 확인함.
22. ↑  Joseph L., Scarpaci; Kevin Joseph Patrick (2006). 《Pittsburgh and the Appalachians: Cultural and Natural Resources in a Postindustrial Age》. Univ of Pittsburgh Press. 115쪽. ISBN 0822942828.
23. ↑  Joe, Castiglione; Douglas B. Lyons (2004). 《Broadcast Rites and Sites: I Saw It on the Radio with the Boston Red Sox》. Taylor Trade Publications. 223쪽. ISBN 1589790812.
24. ↑  Lowry, Patricia (2001년 4월 15일). “The new jewel on the Allegheny might be the best ballpark”. Pittsburgh Post-Gazette. 2016년 10월 12일에 원본 문서에서 보존된 문서. 2008년 7월 29일에 확인함.
25. 1 2 3  Dvorchak, Robert (2001년 4월 15일). “PNC Park: The political struggle over financing PNC Park went into extra innings”. Pittsburgh Post-Gazette. 2021년 4월 13일에 원본 문서에서 보존된 문서. 2008년 7월 29일에 확인함.
26. 1 2  McKay, Jim (2001년 4월 15일). “Workers proud of what they have wrought”. Pittsburgh Post-Gazette. 2021년 1월 19일에 원본 문서에서 보존된 문서. 2008년 4월 20일에 확인함.
27. ↑  Chronicle Consulting. “Sports & Exhibition Authority of Pittsburgh and Allegheny County”. ChronicleConsulting.com. 2008년 10월 6일에 원본 문서에서 보존된 문서. 2008년 4월 21일에 확인함.
28. ↑  Tom, Barnes (2000년 11월 22일). “Sports bar planned outside PNC Park”. Pittsburgh Post-Gazette. 2012년 2월 22일에 원본 문서에서 보존된 문서. 2008년 8월 1일에 확인함.
29. ↑  DeValeria 1995, 298쪽
30. ↑  Arthur D., Hittner (2003). 《Honus Wagner: The Life of Baseball's Flying Dutchman》. McFarland. 257쪽. ISBN 0786418117.
31. ↑  Ruff, Donna (2006). 《60 Hikes Within 60 Miles: Pittsburgh》. Menasha Ridge Press. 71쪽. ISBN 0897325915.
32. ↑  Finoli, Dave (2006). 《The Pittsburgh Pirates》. Arcadia Publishing. 127쪽. ISBN 0738549150.
33. ↑  “Stargell's death linked to hypertension”. Pittsburgh Post-Gazette. 2001년 4월 9일. 2016년 3월 5일에 원본 문서에서 보존된 문서. 2008년 8월 1일에 확인함.
34. ↑  Associated Press (2001년 4월 9일). “Pittsburgh native Casey paces Reds over Pirates, 8-2”. Pittsburgh Post-Gazette. 2016년 3월 5일에 원본 문서에서 보존된 문서. 2008년 8월 1일에 확인함.
35. ↑  Kovacevic, Dejan (2010년 1월 28일). “Mazeroski on statue plan: 'Couldn't believe it'”. Pittsburgh Post-Gazette. 2014년 1월 11일에 원본 문서에서 보존된 문서. 2010년 12월 12일에 확인함.
36. ↑  Biertempfel, Bob (2001년 4월 1일). “Pirates lose first test run at PNC Park”. Pittsburgh Tribune-Review. 2012년 9월 8일에 원본 문서에서 보존된 문서. 2008년 7월 20일에 확인함.
37. ↑  Curt, Smith (2003). 《Storied Stadiums: Baseball's History Through Its Ballparks》. New York: Carroll & Graf Publishers. 562쪽. ISBN 0786711876.
38. ↑  “MLB Attendance Report - 2001”. ESPN.com. 2008년 4월 6일에 원본 문서에서 보존된 문서. 2008년 7월 25일에 확인함.
39. ↑  “MLB Attendance Report - 2002”. ESPN.com. 2008년 4월 6일에 원본 문서에서 보존된 문서. 2008년 7월 25일에 확인함.
40. ↑  Brown, Charles (2001년 11/12월). “Pittsburgh's Putting on its Game Face”. 《Pittsburgh International Airport Magazine》 1 (1): 10–3.
41. 1 2  “PNC Park Gets Rave Reviews”. ThePittsburghChannel.com. 2001년 2월 21일. 2005년 3월 17일에 원본 문서에서 보존된 문서. 2008년 4월 7일에 확인함.
42. ↑  Kendall, Jason (2001년 4월 1일). “New ballpark something to behold”. Pittsburgh Tribune-Review. 2012년 9월 6일에 원본 문서에서 보존된 문서. 2008년 7월 20일에 확인함.
43. ↑  Kovacevic, Dejan (2009년 5월 9일). “Pirates Notebook: Mets' stadium inspired by PNC”. Pittsburgh Post-Gazette. 2017년 8월 20일에 원본 문서에서 보존된 문서. 2009년 5월 9일에 확인함.
44. 1 2  Caple, Jim. “Pittsburgh's gem rates the best”. ESPN.com. 2008년 4월 11일에 원본 문서에서 보존된 문서. 2008년 4월 15일에 확인함.
45. ↑  Phillips 2005, 314–5쪽
46. ↑  Pratt, Devin. “Top Stadiums: Pittsburgh's PNC Park”. Men's Fitness. 2008년 4월 10일에 확인함.
47. ↑  Langosch, Jenifer (2008년 4월 2일). “PNC in Men's Fitness top 10 stadiums”. PittsburghPirates.com. 2011년 6월 5일에 원본 문서에서 보존된 문서. 2008년 4월 10일에 확인함.
48. ↑  Mayerowitz, Scott (2010년 4월 2일). “America's 7 Best Ballparks”. ABC News. 2010년 4월 5일에 확인함.
49. ↑  “PNC Park becomes smoke-free facility”. PittsburghPirates.com. 2007년 3월 20일. 2011년 6월 5일에 원본 문서에서 보존된 문서. 2008년 4월 19일에 확인함.
50. 1 2  Belko, Mark (2008년 4월 4일). “Pirates show off park features”. Pittsburgh Post-Gazette. 2012년 1월 22일에 원본 문서에서 보존된 문서. 2008년 4월 5일에 확인함.
51. 1 2 3 4  Langosch, Jennifer (2008년 4월 3일). “Offseason face-lift complete at PNC”. PittsburghPirates.com. 2008년 4월 5일에 확인함.[깨진 링크(과거 내용 찾기)]
52. ↑  “Pirates launch greening initiatives program at PNC Park”. PittsburghPirates.com. 2008년 3월 11일. 2008년 4월 9일에 원본 문서에서 보존된 문서. 2018년 4월 29일에 확인함.
53. ↑  “Pittsburgh Pirates host 2006 All-Star Week, including 77th MLB All-Star Game”. MLB.com. 2006년 4월 28일. 2019년 4월 5일에 원본 문서에서 보존된 문서. 2008년 4월 9일에 확인함.
54. ↑  Eagle, Ed (2006년 7월 12일). “Young rallies AL to victory”. MLB.com. 2014년 1월 16일에 원본 문서에서 보존된 문서. 2008년 4월 8일에 확인함.
55. ↑  “All-Star Results”. MLB.com. 2008년 7월 29일에 확인함.
56. ↑  Bloom, Barry M. (2006년 7월 12일). “Baseball honors Clemente”. MLB.com. 2014년 1월 16일에 원본 문서에서 보존된 문서. 2008년 4월 8일에 확인함.
57. ↑  Bloom, Barry M. (2006년 7월 10일). “Howard powers way to Derby crown”. MLB.com. 2020년 9월 19일에 원본 문서에서 보존된 문서. 2008년 4월 8일에 확인함.
58. ↑  Briggs, David (2006년 7월 10일). “Pirates of the Allegheny”. MLB.com. 2013년 12월 5일에 원본 문서에서 보존된 문서. 2008년 4월 20일에 확인함.
59. ↑  “Terrorism Drill Scheduled For PNC Park”. 《Pittsburgh News》 (WTAE-TV). 2004년 2월 25일. 2004년 12월 21일에 원본 문서에서 보존된 문서. 2008년 8월 2일에 확인함.
60. ↑  Roberts, Josie (2005년 5월 4일). “Goodie bags, entertainment part of PNC Park drill”. Pittsburgh Tribune-Review. 2008년 6월 4일에 원본 문서에서 보존된 문서. 2008년 8월 2일에 확인함.
61. ↑  May, Glenn; Allison M. Heinrichs (2005년 5월 8일). “Drills and thrills 5,000 volunteers go to bat as victims of mock disaster”. Pittsburgh Tribune-Review. 2008년 8월 2일에 확인함. [깨진 링크(과거 내용 찾기)]
62. ↑  “Coast Grd. To Keep Rivers Safe During All-Star Gm.”. KDKA-TV. 2006년 4월 14일. 2008년 9월 23일에 원본 문서에서 보존된 문서. 2008년 8월 2일에 확인함.
63. ↑  “Terror drill on Allegheny River today”. Pittsburgh Tribune-Review. 2007년 9월 14일. 2008년 8월 2일에 확인함.[깨진 링크(과거 내용 찾기)]
64. ↑  “Pittsburgh Baseball Falls to Duquesne, 2-1, at PNC Park”. PittsburghPanthers.com. 2003년 5월 6일. 2013년 1월 2일에 원본 문서에서 보존된 문서. 2008년 4월 15일에 확인함.
65. ↑  Fittipaldo, Ray (2003년 5월 7일). “Pitcher's big-league effort lifts Duquesne past Pitt, 2-1”. 《Duquesne/Atlantic 10》 (Pittsburgh Post-Gazette). 2017년 8월 18일에 원본 문서에서 보존된 문서. 2008년 5월 13일에 확인함.
66. ↑  Dunlap, Colin (2010년 5월 17일). “Duquesne's baseball team plays (and loses) in its final appearance at home”. 《Pittsburgh Post-Gazette》. 2010년 5월 20일에 원본 문서에서 보존된 문서. 2010년 12월 12일에 확인함.
67. ↑  Axelrod, Phil (2008년 4월 17일). “Baseball: Three freshmen step up as Panthers rout Dukes”. Pittsburgh Post-Gazette. 2017년 8월 18일에 원본 문서에서 보존된 문서. 2008년 9월 13일에 확인함.
68. ↑  Axelrod, Phil (2005년 4월 15일). “Baseball: Pitt, Duquesne to treat game like exhibition”. Pittsburgh Post-Gazette. 2017년 8월 18일에 원본 문서에서 보존된 문서. 2008년 9월 13일에 확인함.
69. ↑  “Panthers Fall to Duquesne, 5-2 at PNC Park”. PittsburghPanthers.com. 2009년 5월 6일. 2011년 7월 26일에 원본 문서에서 보존된 문서. 2009년 5월 8일에 확인함.
70. ↑  “The Rolling Stones concert information”. PittsburghPirates.com. 2005년 9월 27일. 2011년 6월 5일에 원본 문서에서 보존된 문서. 2008년 5월 14일에 확인함.

참고 문헌
- Ahuja, Jay (2001). 《Fields of Dreams: A Guide to Visiting and Enjoying All 30 Major League Ballparks》. Citadel Press. ISBN 0806521937.
- DeValeria, Dennis; Jeanne Burke DeValeria (1995). 《Honus Wagner: A Biography》. Pittsburgh, Pennsylvania: University of Pittsburgh Press. ISBN 0-82295665-9.
- Pahigian, Josh; Joshua Pahigian, Kevin O'Connell (2004). 《The Ultimate Baseball Road-trip: A Fan's Guide to Major League Stadiums》. Globe Pequot. ISBN 1592281591. [깨진 링크(과거 내용 찾기)]
- Phillips, Jenn; Loriann Hoff Oberlin, Evan M. Pattak (2005). 《Insiders' Guide to Pittsburgh》. Globe Pequot. ISBN 0762735074. [깨진 링크(과거 내용 찾기)]